# Antwain Barbour
Antwain La'Mar Barbour (Elizabethtown, 27 giugno 1982) è un ex cestista statunitense con cittadinanza libanese.

## Carriera
Con gli Stati Uniti ha disputato le Universiadi di Pechino 2001.

## Palmarès
- Campione CBA (2006)